# Eva Fröberg
Eva Maria Fröberg, född 27 mars 1871 i Svärta församling i Södermanlands län, död 5 december 1957 i Oscars församling i Stockholm, var en svensk godsägare och föreningsledare.

## Biografi
Fröberg var dotter till godsägaren Ferdinand Fröberg och Maria Lindgren. Hon brukade godsen Sjösa gård 1904–1906 och Husby 1906–1917. Hon var aktiv inom föreningslivet ledamot av ett flertal styrelser i kvinnoorganisationer samt i sociala och politiska sammanslutningar; hon var styrelseledamot i Fredrika Bremer-förbundet 1918–1941, vice sekreterare i Sverige-Amerikastiftelsen 1920 och sekreterare där 1922–1938, ordförande i Sveriges moderata kvinnoförbund 1925–1937. Hon var vidare vice ordförande i Landsföreningen Nykterhet utan förbund, styrelseledamot i Riksförbundet för Sveriges försvar, Allmänna valmansförbundet i Stockholm, Svenska kvinnors nationalförbund med flera föreningar. Fröberg gjorde 1927 på Sverige-Amerikastiftelsens uppdrag en föredragsresa i USA.
Hon utgav på 1920-talet en diktsamling med motiv från sörmländskt herrgårdsliv och skrev ett krönikespel, uppfört på Nyköpingshus. År 1945 utkom memoarboken Hemma i Sörmland, ute i världen.